# A952-es autópálya (Németország)
Az A952-es autópálya (németül: Bundesautobahn 952) egy autópálya Németországban. Hossza 5 km.